# Jules Lunteschütz
Jules Lunteschütz, né Isaak Lunteschütz le 9 février 1821 à Romanswiller et mort le 20 mars 1893 à Francfort-sur-le-Main est un peintre franco-allemand.

## Biographie
Isaak Lunteschütz est né le 9 février 1821 à Romanswiller en Alsace, de Jonas Lunsteschutz (1786-1843), rabbin, et Frederika Schuster. Ses parents ont neuf enfants parmi lesquels quatre fils survivent ; à côté d'un horloger et d'un employé du chemin de fer, on trouve deux peintres : Isaak et Joseph (né en 1829) souvent confondus en raison des variations de prénoms. Isaak, dit Jules, vit son enfance dans le quartier Battant de Besançon, où il suit les cours de l'école de dessin. Il est ensuite élève de Jean Alaux à Paris en 1843  et de Philipp Veit à Francfort vers 1845. 
Il expose à Paris au Salon de 1851 à 1867, et est nommé chevalier de la Légion d'honneur en 1866. Il est surtout connu grâce à un portrait très expressif du philosophe Arthur Schopenhauer âgé, avec qui il est uni par un lien d'amitié. Jules Lunteschütz rencontre Gustave Courbet à Francfort en 1858, lequel réalise son portrait conservé à Francfort au musée Städel.
Même s'il vit à Francfort, il opte pour la nationalité française en 1872.

Œuvres de Jules Lunteschütz
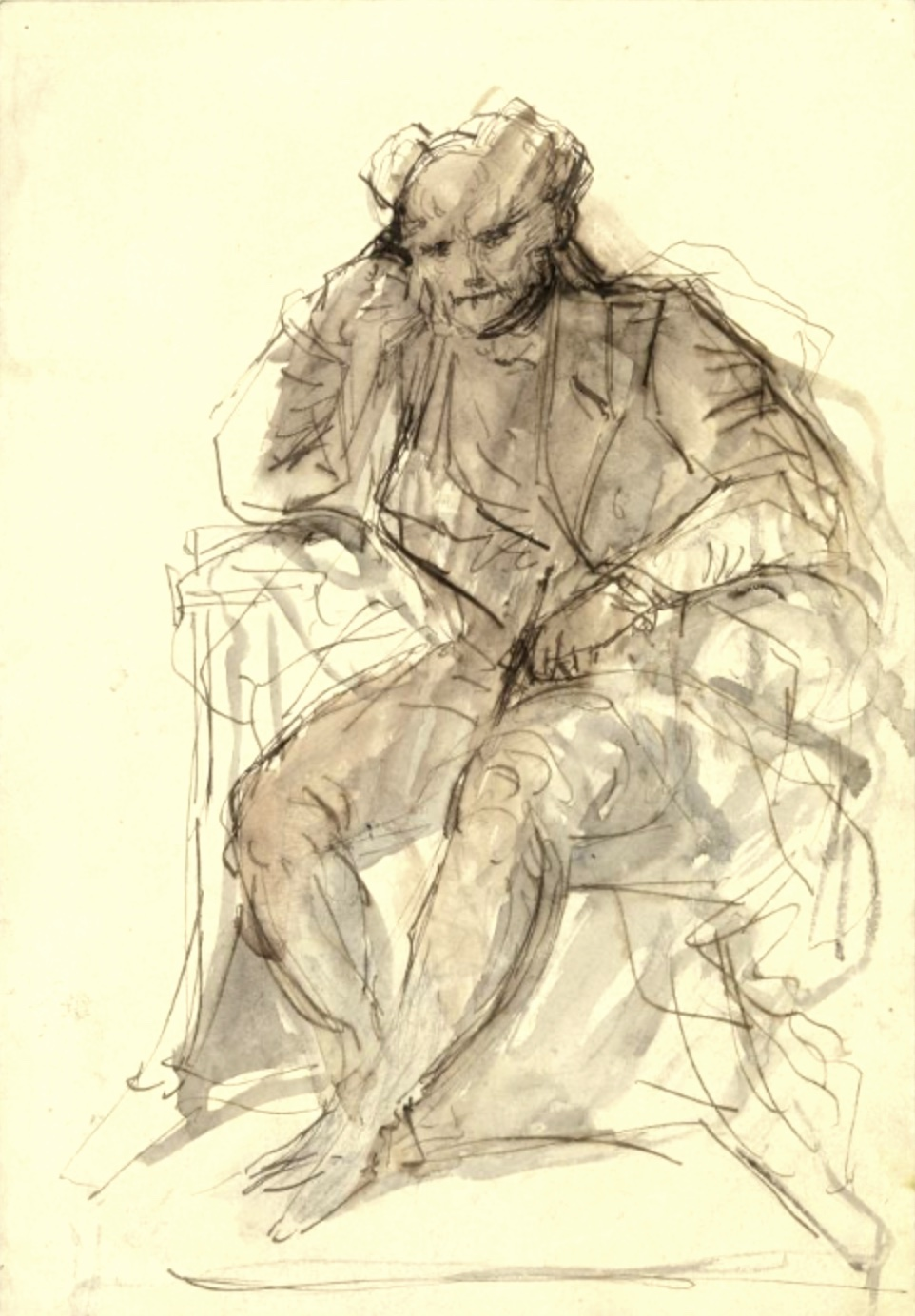
Étude pour le portrait d'Arthur Schopenhauer (vers 1855), Francfort, musée Städel.
Portrait d'Arthur Schopenhauer (1855), localisation inconnue.
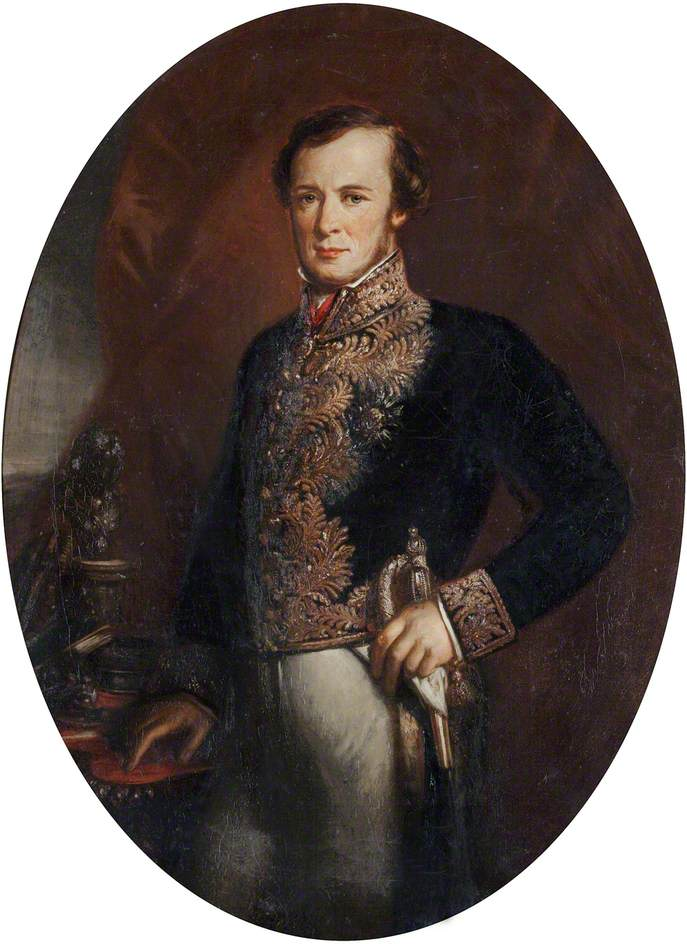
Portrait de Sir Alexander Malet, Ilminster, Dillington House (en).
Cavalier assis avec une dame, Francfort, musée Städel.